# Dick York
Pour les articles homonymes, voir York.
Dick York, de son vrai nom Richard Allen York, né le 4 septembre 1928 et mort le 20 février 1992, est un acteur américain. Il est célèbre pour avoir interprété le personnage de Jean-Pierre Stevens (Darrin en VO) dans la série télévisée Ma sorcière bien-aimée de la saison 1 à la saison 5.

## Biographie
Dick York naît le 4 septembre 1928 à Fort Wayne (Indiana) et débute à quinze ans à la radio, dans des feuilletons radiophoniques à Chicago. En 1950, il déménage à New York pour débuter sur les planches à Broadway. Il est engagé par Elia Kazan pour la pièce Tea and Sympathy qui lance sa carrière. Il épouse à cette époque Joan Alt, avec qui il aura cinq enfants.
Il fait ses débuts au cinéma en 1955 aux côtés de Janet Leigh et de Jack Lemmon dans le film Ma sœur est du tonnerre. Il enchaîne alors films et émissions de télévision, et tourne avec des acteurs prestigieux comme Gary Cooper et Rita Hayworth dans Ceux de Cordura ou Spencer Tracy et Gene Kelly dans Procès de singe.
Lors des derniers jours de tournage du film Ceux de Cordura (1959) avec Gary Cooper, il est victime d'un grave accident qui va gâcher sa carrière puis sa vie. 
Le drame se produit pendant une scène où quelques acteurs doivent utiliser un chariot sur rail (à pompe). Quelque chose se passe mal au moment où le metteur en scène dit « Coupez ! » et la plateforme roulante part trop vite, quitte les rails et se renverse sur le dos de Dick, lui déchirant les muscles et atteignant l'épine dorsale. La guérison ne s'étant pas faite correctement, Dick York recourt à des médicaments analgésiques. Au cours des ans, le mal devient plus intense et l'acteur devient dépendant aux antalgiques. 
Il continue cependant de tourner pour la télévision, notamment dans la série Ma sorcière bien-aimée à partir de 1964.
Souffrant beaucoup, il est constamment sous analgésiques pendant le tournage. La combinaison de ces produits lui cause des malaises qui forcent les producteurs à songer à son remplacement tant les retards s'accumulent. La production choisit d'abord d'alléger sa présence dans les épisodes mais l'audience s'en ressent, l'intérêt de la série reposant sur la relation sorcière/homme normal. En 1969, Dick renonce finalement à son rôle — il sera remplacé par Dick Sargent — et sa santé l'écarte presque totalement des studios.
Après des années d'hôpital, de médicaments et de drogues, il réapparaît un peu dans les années 1980, où on peut le voir par exemple en 1982 dans un épisode de L'Île fantastique ou encore dans la série Simon et Simon.
À la suite d'un investissement financier désastreux, il se retrouve ruiné et vit avec sa famille de l'aide sociale. Avec sa femme Joan, il s'intéresse à la condition des sans-abris et agit en leur faveur. Il est cloué chez lui mais agit par téléphone, motivant politiques, artistes et hommes d'affaires par ce biais.
Il meurt d'un emphysème (dû à son passé de grand fumeur) le 20 février 1992 à Grand Rapids (Michigan). Il est enterré au cimetière de Plainfield à Rockford (Michigan).
Ses mémoires, The Seesaw Girl and Me, paraissent après sa mort. Il y raconte notamment son grand amour pour sa femme Joan (Joey), restée auprès de lui tout au long de sa vie. Son épouse meurt en 2012 à 80 ans.

## Filmographie

### Au cinéma
- 1947 : Shy Guy (court métrage) : Philip Norton
- 1950 : Last Date (court métrage) : Nick
- 1951 : How Friendly Are You? (court métrage) : Phil
- 1955 : Ma sœur est du tonnerre (My Sister Eileen) de Richard Quine : Ted Loomis
- 1955 : La Haine des yeux bridés (en) (Three Stripes in the Sun) de Richard Murphy : Caporal Neeby Muhlendorf
- 1957 : Le Bal des cinglés (Operation Mad Ball) de Richard Quine : Caporal Bohun
- 1958 : Cow-boy (Cowboy) de Delmer Daves : Charlie Trailhand
- 1959 : Espions en uniforme (en) (The Last Blitzkrieg) de Arthur Dreifuss : Sergent Ludwig
- 1959 : Ceux de Cordura (They Came to Cordura) de Robert Rossen : Renziehausen
- 1960 : Procès de singe (Inherit the Wind) de Stanley Kramer : Bertram T. Cates

### À la télévision
- 1955 : Goodyear Television Playhouse (série télévisée) - Saison 4, épisode 16 : Visit to a Small Planet : John Randolph
- 1955 : The Philco Television Playhouse (série télévisée) - Saison 7, épisode 22 : Incident in July : Andy
- 1955 : Justice (série télévisée) - Saison 3, épisode 10 : Fatal Payment
- 1955 : Kraft Television Theatre (série télévisée) - Saison 8, épisode 35 : Million Dollar Rookie
- 1956 : Playwrights '56 (en) (série télévisée) - Saison 1, épisode 20 : Honor : Grayson
- 1956 : Kraft Television Theatre (série télévisée) - Saison 9, épisode 48 : Mock Trial : Zack
- 1956 : Eye on New York (série télévisée) - Night of the Auk : Lt. Mac Hartman
- 1957 : The Kaiser Aluminum Hour (série télévisée) - Saison 1, épisode 14 : A Real Fine Cutting Edge : Edward Gillis
- 1957 : Kraft Television Theatre (série télévisée) - Saison 10, épisode 48 : Ride into Danger : Deputy Sheriff
- 1957 : The Seven Lively Arts (série télévisée) - Saison 1, épisode 1 : The Changing Ways of Love
- 1957 : Alfred Hitchcock présente (série télévisée) - Saison 2, épisode 29 : Cercle vicieux (Vicious Cercle) : Manny Coe
- 1958 : Playhouse 90 (série télévisée) - Saison 2, épisode 26 : The Last Clear Chance : Scott Arlen
- 1958 : The Millionaire (série télévisée) - Saison 5, épisode 4 : The Ken Leighton Story : Ken Leighton
- 1958 : Playhouse 90 (série télévisée) - Saison 3, épisode 3 : The Time of Your Life : Tom
- 1958 : Papa a raison (série télévisée) - Saison 5, épisode 9 : Cercle vicieux (Betty, the Pioneer Woman) : Tom Wentworth
- 1959 : Alfred Hitchcock présente (série télévisée) - Saison 4, épisode 33 : Le Tiroir secret (The Dusty Drawer) : Norman Logan
- 1959 : Playhouse 90 (série télévisée) - Saison 3, épisode 22 : Made in Japan : Matthew Sherwood
- 1959 : Playhouse 90 (série télévisée) - Saison 3, épisode 33 : Out of Dust
- 1959 : Alfred Hitchcock présente (série télévisée) - Saison 5, épisode 8 : La Méthode Blessington (The Blessington Method) : J.J. Bunce
- 1960 : Rawhide (série télévisée) - Saison 3, épisode 11 : Incident of the Broken Word : Frank Price
- 1960 : Stagecoach West (série télévisée) - Saison 1, épisode 11 : Three Wise Men : Webb Crawford
- 1960 : La Quatrième dimension (série télévisée) - Saison 1, épisode 19 : Infanterie « Platon » (The Purple Testament) : Capitaine Phil Riker
- 1960 : Les Incorruptibles (série télévisée) - Saison 1, épisode 22 : La Dame aux oiseaux (The White Slavers) : Ernie Torrance
- 1960 : The Millionaire (série télévisée) - Saison 6, épisode 22 : Millionaire Sandy Newell : Sandy Newell
- 1960 : Alfred Hitchcock présente (série télévisée) - Saison 6, épisode 2 : The Doubtful Doctor : Ralph Jones
- 1960 : Alcoa Theatre (série télévisée) - Saison 3, épisode 14 : The Glorious Fourth : Corporal James Sloan
- 1961 : La Quatrième dimension (série télévisée) - Saison 2, épisode 16 : Un sou pour vos pensées (A Penny for Your Thoughts) : Hector B. Poole
- 1961 : Alfred Hitchcock présente (série télévisée) - Saison 7, épisode 7 : You Can't Be a Little Girl All Your Life : Tom Barton
- 1961 : Naked City (série télévisée) - Saison 2, épisode 10 : Bullets Cost Too Much : Charles Colano
- 1962 : The DuPont Show with June Allyson - Saison 2, épisode 18 : School of the Soldier : Lieutenant James Whitney
- 1962 : Thriller - Saison 2, épisode 22 : The Incredible Doktor Markesan : Fred Bancroft
- 1962 : Alfred Hitchcock présente (série télévisée) - Saison 7, épisode 34 : The Twelve Hour Caper : Herbert Wiggam
- 1962 - 1963 : Going My Way (série télévisée) : Tom Colwell, dans 30 épisodes
- 1963 : Rawhide (série télévisée) - Saison 6, épisode 10 : Incident at Confidence creek : Elwood P. Gilroy
- 1963 : Le Virginien (série télévisée) - Saison 2, épisode 10 : Intermede à Medicine Bow : Jeff
- 1964-1969 : Ma sorcière bien-aimée (série télévisée) : Darrin Stephens (Jean-Pierre Stephens dans la version française), dans 156 épisodes
- 1983 : Simon et Simon (série télévisée) - Saison 3, épisode 9 : Sacré Walter (Too Much of a Good Thing) : Martin Donlevy
- 1984 : L'Île fantastique (série télévisée) - Saison 7, épisode 11 : L'Impitoyable Monde du jouet / La Belle Vie : Mr. Sutton
- 1984 : High School U.S.A. (téléfilm) : Superintendant McCarthy

## Distinctions

### Nominations
- Primetime Emmy Awards 1968 : Primetime Emmy Award du meilleur acteur dans une série télévisée comique pour son rôle de Darrin Stephens (Jean-Pierre Stephens) dans Ma sorcière bien-aimée (1964-1969)